# Discographie de Juliette Gréco
Cet article regroupe la discographie de Juliette Gréco.

## Discographie
Établie principalement d'après l'historique inclus dans l'intégrale des enregistrements de Juliette Gréco, L'Éternel féminin.

### Albums studio

#### Années 1950
Note : le premier disque enregistré par Juliette Gréco est édité en 78 tours par le label Columbia Records et paraît en novembre 1950 avec trois titres :
Note : en 1951, elle est la première artiste à enregistrer pour le tout nouveau label Philips qui inaugure donc sa production avec le 78 tours N 72.000 H (Amours perdues) qui paraît en septembre 1951.

### Compilations
Extrêmement nombreuses depuis l'avènement du CD, parmi ces compilations, trois éditions combinant titres essentiels avec d'autres moins connus :
- 1990 : Je suis comme je suis, double CD Phonogram/Philips 846 823-2 (compilation commercialisée parallèlement à l'anthologie éditée par le même label la même année), réédition Mercury Records en 2002.
- 1991 : Déshabillez-moi, 1 CD, réédition Mercury Records en 2003.
- 2000 : Gréco, incluant 1 livret illustré 34 pages (biographie par Raoul Bellaïche) et 1 CD 23 titres, Mercury Records/Universal 542 844-2.
- 2015 : Merci !, 2 CD 37 titres Decca Records, de sa tournée d'adieux « Merci » de 2015.

### Contributions
- 1956 : Je prends les choses du bon côté (paroles de Bernard Michel et musique de Jeff Davis), direction d'orchestre de Bill Byers, duo avec Eddie Constantine sur le 45 tours EP de celui-ci paru en octobre 1956 (Barclay 70037).
- 1962 : Le Bestiaire de Paris, évocation poétique de Bernard Dimey, illustration musicale de Francis Lai. Juliette Gréco et l'acteur Pierre Brasseur sont les récitants de ce long poème (30 min 25 s). Enregistré en vue de l'édition d'un 33 tours Philips qui ne verra jamais le jour, ce « bestiaire » paraît couplé avec la version du trio Bernard Dimey-Magali Noël-Mouloudji éditée en 1974 (album 33 tours, disques Déesse DDLX 61) puis sur le CD Adès-Musidisc 984292 (1985).
- 1965 : Uncle Tom's Cabin, BO du film La Case de l'oncle Tom (Onkel Toms Hütte) de Géza von Radványi, album 33 tours LP Philips PHS 600.272. Juliette Gréco chante Tant pis, tant pis pour moi (paroles d’Aldo Pinelli et musique de Peter Thomas) en français bien que la chanson figure sous le titre anglais So Much the Worse For Me (en position B3)[Note 4],[1].
- 1967 : Krugazor-Magazine[Note 5], périodique sonore soviétique édité sur 45 tours flexi disc. Sur le no 5, Juliette Gréco interprète Octobre, paroles de Jean Dréjac et musique de Philippe-Gérard, arrangements et direction d'orchestre d'Henri Patterson. Chanson enregistrée pour le 50e anniversaire de la révolution russe (seulement éditée en URSS). Reprise par les Chœurs de l'Armée rouge et, en France, par Jean Dréjac et Claude Vinci.
- 1976 : Paris Populi, évocation musicale des combats historiques du peuple parisien conçue par Georges Coulonges et Francis Lemarque. Juliette Gréco est l'une des nombreux interprètes (parmi lesquels Michel Delpech, Mireille Mathieu, Nicoletta, Serge Lama, Mouloudji, Francesca Solleville, Serge Reggiani, Catherine Sauvage, Jean Guidoni) de ce spectacle musical. Elle intervient notamment sur la période 1880-1918 et chante La Butte à Picasso, Qu'elle est jolie la butte et Elles ne tirent plus l'aiguille (paroles de Georges Coulonges et musique de Francis Lemarque). Arrangements de Jean-Michel Defaye, direction d'orchestre de Michel Legrand et Pierre Cao (coffret de trois albums 33 tours 30 cm Barclay 96001-003 paru en janvier 1976).
- 1997 : collection « Ils chantent... », CD des éditions Atlas :
  - Ils chantent Charles Aznavour : elle reprend La Bohème, paroles de Jacques Plante et musique de Charles Aznavour, arrangements et direction d'orchestre de François Rauber.
  - Ils chantent Francis Cabrel : elle reprend L'Encre de tes yeux, paroles  et musique de Francis Cabrel, arrangements et direction d'orchestre de François Rauber.
  - Ils chantent Michel Berger : elle reprend Message personnel, paroles de Michel Berger/Françoise Hardy et musique de Michel Berger, arrangements et direction d'orchestre de François Rauber.
  - Ils chantent Georges Brassens : elle reprend Chanson pour l'Auvergnat, paroles et musique de Georges Brassens, arrangements et direction d'orchestre de Gérard Jouannest.
  - Ils chantent Serge Gainsbourg : elle reprend La Javanaise, paroles et musique de Serge Gainsbourg, arrangements et direction d'orchestre de Gérard Jouannest.
  - Ils chantent Jacques Brel : elle reprend La Chanson des vieux amants, paroles de Jacques Brel et musique de Gérard Jouannest, arrangements et direction d'orchestre de Gérard Jouannest.
- 2008 : album Dante d'Abd al Malik. Elle chante Roméo et Juliette en duo avec Abd al Malik, paroles d'Abd al Malik et musique de Gérard Jouannest, arrangements d'Alain Goraguer/Régis Ceccarelli.
- 2012 : livre-disque ElleSonParis (Editions de La Martinière / Passport Songs Music). Elle chante Le baiser de Rodin en duo avec Anna Mouglalis, texte de Nicolas Boualami, musique de Gérard Jouannest, accompagnée par Gérard Jouannest au piano.
- 2016 : compilation Ibrahim Maalouf : 10 ans de live. Elle reprend La Javanaise, accompagnée à la trompette par Ibrahim Maalouf lors du concert de celui-ci à l'Olympia en 2014. Best of édité par Mi'ster Productions et décliné en plusieurs versions : CD, DVD, vinyle, livre-disque, etc. Sortie le 7 octobre 2016.

### Anthologies et intégrale

#### Anthologies
- 1983 : anthologie Disques Meys en trois 33 tours 30 cm (édition réduite à 29 titres en 2 CD Disques Meys 74 439-2 et 74 440-1, 1993) :
  - Volume 1 : Juliette Gréco : Si tu t'imagines/Les Feuilles mortes, MEY 2 528.238.
  - Volume 2 : Juliette Gréco : Jolie Môme/Accordéon, MEY 2 528.239.
  - Volume 3 : Juliette Gréco : Déshabillez-moi/Je hais les dimanches, MEY 2 528,240.
- 1990 : Je suis comme je suis 1951-1977, coffret 6 CD Phonogram/Philips 848 059-2 (depuis, les volumes sont commercialisés séparément) :
  - Volume 1 : 1951-1955 Je suis comme je suis, Philips 848 060-2.
  - Volume 2 : 1955-1959 Bonjour tristesse, Philips 848 061-2.
  - Volume 3 : 1959-1963 Jolie Môme, Philips 848 062-2.
  - Volume 4 : 1963-1964 Gréco chante Mac Orlan, Philips 848 063-2.
  - Volume 5 : 1965-1969 Déshabillez-moi, Philips 848 064-2.
  - Volume 6 : 1970-1977 La Chanson des vieux amants, Philips 848 065-2.
- 2015 : L'Essentielle, anthologie (enregistrements studio 1951-2013, 309 titres), coffret 13 CD Deutsche Grammophon.

#### Intégrale
- 2003 : L'Éternel féminin, intégrale 1947-1997 (inclus inédits radio/INA) en 21 CD Mercury Records 980 042-6.

### Album-gag
En 1966, Claude Dejacques, producteur chez Philips, a une idée amusante. Il conçoit de sortir, pour le 1er avril, un album-gag dans lequel les plus grands artistes maison échangent leurs tubes respectifs. Ainsi, Gréco reprend Le Folklore américain de Sheila et Le Jouet extraordinaire de Claude François tandis que France Gall reprend Jolie Môme, un grand succès de Gréco en 1961, Anne Sylvestre et Barbara reprenaient Les Zozos de Pierre Perret, Claude Nougaro La Javanaise et Si j'avais un marteau, Johnny Hallyday Le Parapluie et Le Petit Cheval de Georges Brassens, etc. Comme beaucoup d'idées originales, l'album poisson d'avril 1966 restera dans les placards de Philips, on ignore pour quelles raisons. Néanmoins, les deux enregistrements historiques de Gréco seront inclus dans le volume 8 de son intégrale L'Éternel féminin parue en 2003.

### Livre audio
Juliette Gréco a prêté sa voix pour un livre audio, Lettres à sa fille de Madame de Sévigné, publié aux Éditions des femmes, dans la collection Bibliothèque des voix (1987).